# Wer war wer in der DDR?
Wer war wer in der DDR? ist ein biografisches Nachschlagewerk, das erstmals 1992 im Ch. Links Verlag erschien. Die ersten Auflagen wurden vom Historiker Jochen Cerny herausgegeben und umfassten rund 1500 Einträge zu Personen des öffentlichen Lebens der Deutschen Demokratischen Republik (DDR). Das Lexikon vermerkt die Stellung der jeweiligen Persönlichkeit innerhalb des gesellschaftlichen Systems der DDR und gibt ihr Leben in einer kurzen Zusammenfassung wieder. Über ein Autorenkürzel lässt sich der Verfasser der jeweiligen Kurzbiografie recherchieren.

## Entwicklung
1996 erschien eine digitalisierte Ausgabe auf drei Disketten mit 2146 Biographien zur DDR-Geschichte, die vom Historiker Bernd-Rainer Barth herausgegeben wurde.
Im Laufe der Jahre wurde Wer war wer in der DDR? konzeptionell überarbeitet und stark erweitert. Im Jahr 2000 druckte die Bundeszentrale für politische Bildung eine kostenlose Sonderausgabe. Die Ausgabe von 2006 („1. Auflage der 4. Ausgabe“) umfasst ebenso wie die aktuelle fünfte Auflage zwei Bände. Sie trägt den Untertitel: „Ein Lexikon ostdeutscher Biographien“ und wurde herausgegeben von Helmut Müller-Enbergs, Jan Wielgohs, Dieter Hoffmann, Andreas Herbst und Ingrid Kirschey-Feix. Im März 2010 erschien die fünfte, aktualisierte Ausgabe mit insgesamt fast 4.000 Biografien.
Parallel zur gedruckten Fassung bietet die Bundesstiftung zur Aufarbeitung der SED-Diktatur eine Online-Version zur kostenlosen Recherche an.

## Aktuelle Ausgabe
- Helmut Müller-Enbergs (Hrsg.): Wer war wer in der DDR? Ein Lexikon ostdeutscher Biographien. 2 Bände: Band 1: A–L, Band 2: M–Z. Unter Mitarbeit von Olaf W. Reimann, in Kooperation mit der Bundesstiftung zur Aufarbeitung der SED-Diktatur. 5., aktualisierte und erweiterte Neuausgabe, Ch. Links Verlag, Berlin 2010, ISBN 978-3-86153-561-4.
- Helmut Müller-Enbergs, Jan Wielgohs, Dieter Hoffmann (Hrsg.), unter Mitarbeit von Olaf W. Reimann und Bernd-Rainer Barth: Wer war wer in der DDR? Directmedia Publishing, Berlin 2004, Ch. Links Verlag; CD-ROM, Jokers Sonderausgabe, Digitale Bibliothek, Band 54, ISBN 3-89853-154-6.

## Ähnliche Werke
- SBZ von A–Z: Ein Taschen- und Nachschlagebuch über die Sowjetische Besatzungs-Zone. Deutscher Bundes-Verlag, Bonn 1966.
- Frank-Burkhard Habel, Volker Wachter: Lexikon der DDR-Stars: Schauspieler aus Film und Fernsehen. Mit Fotos, Karikaturen von Harald Kretzschmar. Schwarzkopf & Schwarzkopf, Berlin 1999, ISBN 3-89602-304-7.
- Götz Hintze: Rocklexikon der DDR. Schwarzkopf & Schwarzkopf, Berlin 1999, ISBN 3-89602-303-9.
- Volker Kluge: Das große Lexikon der DDR-Sportler, die 1000 erfolgreichsten und populärsten Sportlerinnen und Sportler aus der DDR, ihre Erfolge und Biographien, Schwarzkopf & Schwarzkopf, Berlin 2000, ISBN 3-89602-348-9.
- Gabriele Baumgartner, Dieter Hebig (Hrsg.): Biographisches Handbuch der SBZ/DDR 1945–1990, 2 Bände. Saur, München 1996f. ISBN 3-598-11130-4.
- D. N. Filippow, M. Heinemann (Hrsg.): Wer war wer in der sowjetischen Militäradministration in Deutschland, 1945–1949. Kurzes Biografisches Handbuch (Кто был кто в Советской военной администрации в Германии 1945–1949 гг., (Центральные органы СВАГ). Краткий биографический справочник). Ohne Verlag, Moskau 1999/2000.